# Plasmopara
Plasmopara is een geslacht van Oomycota. Plasmopara-soorten zijn plantpathogenen en veroorzaken valse meeldauw op wortel, peterselie, pastinaak, kervel en impatiens.

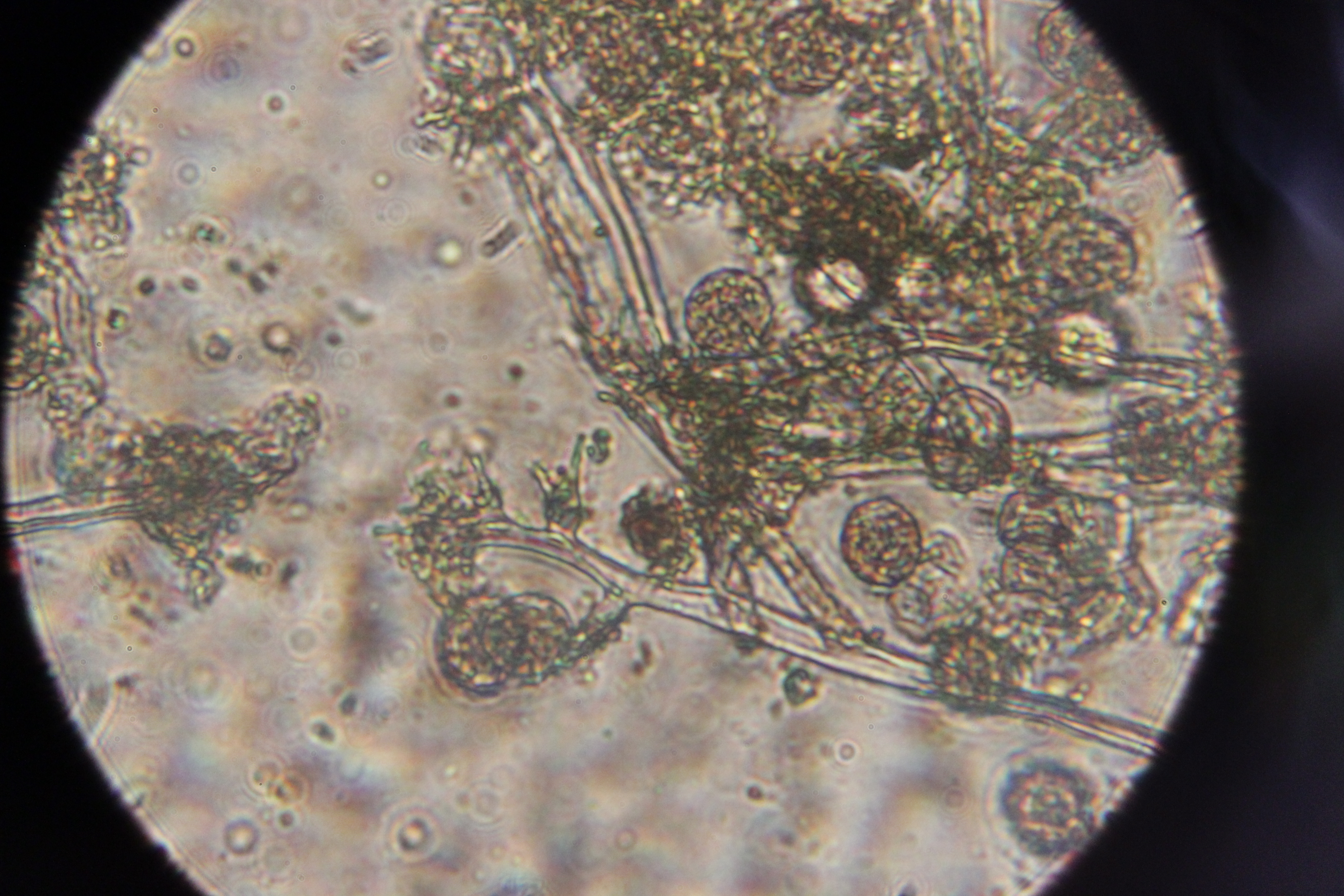

## Soorten
Volgens Index Fungorum bevat het geslacht 103 soorten (peildatum december 2023):
| Soortnaam                           | Auteur(s)                             | Publicatiejaar |
| ----------------------------------- | ------------------------------------- | -------------- |
| Plasmopara acalyphae                | (G.W. Wilson) G.W. Wilson             | 1918           |
| Plasmopara achyranthis              | J.F. Tao & Y. Qin                     | 1983           |
| Plasmopara affinis                  | Novot.                                | 1962           |
| Plasmopara ammi                     | Constant.                             | 1968           |
| Plasmopara anemones-nemorosae       | Săvul. & O. Săvul.                    | 1951           |
| Plasmopara anethi                   | Jermal.                               | 1966           |
| Plasmopara angustiterminalis        | Novot.                                | 1962           |
| Plasmopara apii                     | Săvul. & O. Săvul.                    | 1951           |
| Plasmopara archangelicae            | Gapon. ex Thines                      | 2019           |
| Plasmopara asterea                  | Novot.                                | 1962           |
| Plasmopara asystasiae               | Vienn.-Bourg.                         | 1954           |
| Plasmopara baudysii                 | Skalický                              | 1954           |
| Plasmopara borreriae                | (Lagerh.) Constant.                   | 1991           |
| Plasmopara calaminthae              | S.H. Ou                               | 1940           |
| Plasmopara carlottae                | Savile                                | 1965           |
| Plasmopara carthami                 | Negru                                 | 1967           |
| Plasmopara caucalis                 | Săvul. & O. Săvul.                    | 1951           |
| Plasmopara cenolophii               | Jermal.                               | 1966           |
| Plasmopara centaureae-mollis        | T. Majewski                           | 1968           |
| Plasmopara cephalophora             | Davis                                 | 1919           |
| Plasmopara cercidis                 | C.G. Shaw                             | 1951           |
| Plasmopara chinensis                | Gorlenko                              | 1969           |
| Plasmopara cimicifugae              | S. Ito & Tokun.                       | 1935           |
| Plasmopara cissi                    | Vienn.-Bourg.                         | 1954           |
| Plasmopara constantinescui          | Voglmayr & Thines                     | 2007           |
| Plasmopara cruseae                  | C.G. Shaw & Safeeulla                 | 1962           |
| Plasmopara cryptotaeniae            | J.F. Tao & Y. Qin                     | 1986           |
| Plasmopara curta                    | (Berk. & M.A. Curtis) Skalický        | 1954           |
| Plasmopara dahurici                 | Benua                                 | 1931           |
| Plasmopara dauci                    | Săvul. & O. Săvul.                    | 1951           |
| Plasmopara densa                    | (Rabenh.) J. Schröt.                  | 1886           |
| Plasmopara destructor               | Görg & Thines                         | 2017           |
| Plasmopara domingensis              | (Cif.) Y.J. Choi & H.D. Shin          | 2008           |
| Plasmopara elatostematis            | (Togashi & Onuma) S. Ito & Tokun.     | 1935           |
| Plasmopara elsholtziae              | J.F. Tao & Y. Qin                     | 1983           |
| Plasmopara epilobii                 | J. Schröt.                            | 1887           |
| Plasmopara euphrasiae               | Voglmayr & Constant.                  | 2008           |
| Plasmopara galinsogae               | L. Campb.                             | 1932           |
| Plasmopara geranii                  | (Peck) Berl. & De Toni                | 1888           |
| Plasmopara geranii-pratensis        | Săvul. & O. Săvul.                    | 1951           |
| Plasmopara geranii-silvatici        | Săvul. & O. Săvul.                    | 1951           |
| Plasmopara gnaphalii                | Novot.                                | 1962           |
| Plasmopara gonolobi                 | (Lagerh.) Swingle                     | 1892           |
| Plasmopara halstedii                | (Farl.) Berl. & De Toni               | 1888           |
| Plasmopara harae                    | S. Ito & Muray.                       | 1943           |
| Plasmopara helichrysi               | (Togashi & Egami) J.F. Tao            | 1987           |
| Plasmopara hellebori-purpurascentis | Săvul. & O. Săvul.                    | 1951           |
| Plasmopara hepaticae                | (Casp.) C.G. Shaw                     | 1949           |
| Plasmopara illinoensis              | (Farl.) Davis                         | 1924           |
| Plasmopara invertifolia             | L.L. Duarte & R.W. Barreto            | 2013           |
| Plasmopara isopyri                  | Skalický                              | 1954           |
| Plasmopara lactucae-radicis         | Stangh. & Gilb.                       | 1988           |
| Plasmopara laserpitii               | Wartenw. ex Săvul. & Rayss            | 1934           |
| Plasmopara latifolii                | Savile                                | 1962           |
| Plasmopara majewskii                | Constant. & Thines                    | 2010           |
| Plasmopara mei-foeniculi            | Săvul. & O. Săvul.                    | 1951           |
| Plasmopara mikaniae                 | Vienn.-Bourg.                         | 1954           |
| Plasmopara miyakeana                | S. Ito & Tokun.                       | 1935           |
| Plasmopara muralis                  | Thines                                | 2011           |
| Plasmopara myosotidis               | C.G. Shaw                             | 1951           |
| Plasmopara nakanoi                  | S. Ito & Muray.                       | 1943           |
| Plasmopara nivea                    | (Unger) J. Schröt.                    | 1886           |
| Plasmopara obducens                 | (J. Schröt.) J. Schröt.               | 1886           |
| Plasmopara oenanthes                | J.F. Tao & Y. Qin                     | 1986           |
| Plasmopara orientalis               | Constant.                             | 2002           |
| Plasmopara palmii                   | L. Campb.                             | 1932           |
| Plasmopara panacis                  | Bunkina ex Bondartsev & Bunkina       | 1960           |
| Plasmopara pastinacae               | Săvul. & O. Săvul.                    | 1951           |
| Plasmopara paulowniae               | C.C. Chen                             | 1972           |
| Plasmopara petasitis                | S. Ito & Tokun.                       | 1935           |
| Plasmopara petroselini              | Săvul. & O. Săvul.                    | 1951           |
| Plasmopara peucedani                | Nannf.                                | 1939           |
| Plasmopara phrymae                  | S. Ito & Hara                         | 1943           |
| Plasmopara pileae                   | Gäum. ex Jacz. & P.A. Jacz.           | 1931           |
| Plasmopara plantaginicola           | T.R. Liu & C.K. Pai                   | 1985           |
| Plasmopara plectranthi              | L. Ling & M.C. Tai                    | 1946           |
| Plasmopara portoricensis            | (Lamkey) G.M. Waterh.                 | 1981           |
| Plasmopara praetermissa             | Voglmayr, Fatehi & Constant.          | 2006           |
| Plasmopara pusilla                  | (de Bary) J. Schröt.                  | 1886           |
| Plasmopara pyrethri                 | Dudka & Burdjuk.                      | 1977           |
| Plasmopara ribicola                 | J. Schröt.                            | 1888           |
| Plasmopara sambucinae               | Nelen                                 | 1966           |
| Plasmopara sanguisorbae             | C.J. Li, Z.Q. Yuan & Z.Y. Zhao        | 1995           |
| Plasmopara saniculae                | Săvul. & O. Săvul.                    | 1951           |
| Plasmopara satarensis               | P.B. Chavan & U.V. Kulk.              | 1971           |
| Plasmopara saturejae                | F.L. Tai & C.T. Wei                   | 1933           |
| Plasmopara saussureae               | Novot.                                | 1962           |
| Plasmopara selini                   | Wrońska                               | 1986           |
| Plasmopara sii                      | Gapon. ex Thines                      | 2019           |
| Plasmopara silai                    | Săvul. & O. Săvul.                    | 1951           |
| Plasmopara skvortzovii              | Miura                                 | 1930           |
| Plasmopara smyrnii                  | Săvul. & M. Bechet                    | 1971           |
| Plasmopara solidaginis              | Novot.                                | 1962           |
| Plasmopara sphagneticolae           | McTaggart & R.G. Shivas               | 2015           |
| Plasmopara spilanthicola            | Syd.                                  | 1939           |
| Plasmopara triumfettae              | A.D. Sharma & Munjal                  | 1979           |
| Plasmopara velutina                 | Görg & Thines                         | 2017           |
| Plasmopara vincetoxici              | Ellis & Everh.                        | 1902           |
| Plasmopara viticola                 | (Berk. & M.A. Curtis) Berl. & De Toni | 1888           |
| Plasmopara wartenweileri            | Skalický                              | 1954           |
| Plasmopara wildemaniana             | Henn.                                 | 1907           |
| Plasmopara wilsonii                 | Voglmayr, Fatehi & Constant.          | 2006           |
| Plasmopara yunnanensis              | J.F. Tao & Y. Qin                     | 1987           |